# Михайловка (Ровеньковский городской совет)
Михайловка (укр. Михайлівка) — посёлок, относится к Ровеньковскому городскому совету Луганской области Украины. Де факто — с 2014 года населённый пункт контролируется самопровозглашённой Луганской Народной Республикой.

## География
Соседние населённые пункты: город Ровеньки на востоке, сёла Вишнёвое и Орехово на юго-западе, посёлки Горняк и Тацино на западе, сёла Ильинка, Леськино, Рафайловка на северо-западе, посёлки Кошары, Лозы, Пролетарский и Новоукраинка на севере.
В Луганской области также имеется одноимённый посёлок Михайловка в Перевальском районе.

## Население
Селение возникло в 1910 году.
В ходе Великой Отечественной войны в 1941 году селение было оккупировано наступавшими немецкими войсками, но в 1943 году — освобождено советскими войсками.
Указом Президиума Верховного Совета Украинской ССР от 5 апреля 1954 года посёлок шахты № 30/35 Ровеньковского района Ворошиловградской области отнесен к категории поселков городского типа, с присвоением ему наименования — Михайловка.
По состоянию на начало 1968 года здесь действовали шахтоуправление «Луганская — Комсомольская», каменноугольная шахта № 2 им. Чапаева, средняя школа, восьмилетняя школа, школа рабочей молодёжи, больница, Дом культуры и библиотека.
В январе 1989 года численность населения составляла 3796 человек.
На 1 января 2013 года численность населения составляла 2827 человек.

## Религия
В посёлке находится Храм чуда Архистратига Божия Михаила РПЦ (УПЦ МП).

## Местный совет
94790, Луганская обл., Ровеньковский городской совет, пгт. Михайловка, ул. Молодёжная, д. 8